# Thalassomedon hanningtoni
Thalassomedon hanningtoni és una espècie extinta de rèptil plesiosaure de la família dels elasmosàurids que visqué al mar interior de Nord-amèrica durant el Cretaci superior, fa entre 93,5 i 99,6 milions d'anys. Se n'han trobat restes fòssils a Colorado i Montana (Estats Units). Es tracta de l'única espècie inclosa en el gènere Thalassomedon. El seu coll llarguíssim, format per fins a 70 vèrtebres, devia actuar com un timó quan aquest plesiosaure es desplaçava per l'aigua. Tenia el cap ample i la curta. Feia 10,1 metres de llargada i pesava 2,5 tones.